# Erwin Jaisli
Erwin Jaisli (* 28. Januar 1937 in Zürich; † 15. Januar 2022) war ein Schweizer Radrennfahrer und nationaler Meister im Radsport.

## Sportliche Laufbahn
Erwin Jaisli begann 1956 mit dem Radsport. Im selben Jahr qualifizierte er sich für die damalige A-Klasse der Amateure in der Schweiz. 1958 konnte er den nationalen Titel im Mannschaftszeitfahren mit seinem Verein RV Höngg gewinnen und wurde nationaler Meister der Amateure im Strassenrennen. Neben weiteren Rennen konnte er auch die Nordwestschweizer Rundfahrt für sich entscheiden. Er startete bei der UCI-Strassenweltmeisterschaft und beendete das Rennen als 53. Im folgenden Jahr kam er bei der Weltmeisterschaft auf Platz neun ins Ziel und konnte die Tessiner Rundfahrt gewinnen. In der Bilanz der schweizerischen Amateure gewann er den ersten Platz in der Jahreswertung, was ihm auch 1960 gelang. Die Meisterschaft von Zürich gewann er im Frühjahr 1960. In jenem Jahr startete er ebenfalls bei den Olympischen Sommerspielen in Rom und beendete das olympische Strassenrennen als 12. Im Mannschaftszeitfahren kam sein Team auf den 9. Rang. Vier Jahre später war er erneut Teilnehmer der Olympischen Sommerspiele in Tokio und wurde diesmal 30. im olympischen Straßenrennen. Bei beiden Spielen war er auch im Mannschaftszeitfahren am Start. 1961 gewann er erneut die Meisterschaft im Mannschaftszeitfahren. Im Bahnradsport gewann er 1964 die nationale Meisterschaft in der Mannschaftsverfolgung.
Bei Landesrundfahrten konnte er Etappensiege in der Österreich-Rundfahrt und der Tour de l’Avenir erringen.
Jaisli ist Ehrenpräsident des Radfahrervereins Höngg.

## Berufliches
Erwin Jaisli absolvierte eine Ausbildung zum Verwaltungsangestellten.